# 麥克·柯瑞柏
邁克爾·迪恩·「麥克」·柯瑞柏（英語：Michael Dean "Mike" Crapo；1951年5月20日—）是一位共和黨籍的美国政治人物，自1999年起擔任美國愛達荷州資深聯邦參議員。柯瑞柏是共和黨黨員，曾於1993年至1999年間擔任愛達荷州第二國會選區的美國眾議員。他是愛達荷州國會代表團團長，自1993年起一直擔任此職務。
柯瑞柏生於愛達荷州福爾斯，畢業於楊百翰大學和哈佛法學院。整個1980年代，他都在自己的家鄉從事法律工作，同時也在當地共和黨政治中保持著積極的角色。他的兄弟特里·柯瑞柏於1968年至1972年間擔任愛達荷州眾議院多數黨領袖，在1982年死於白血病之前一直是一位有影響力的政治人物。在他哥哥去世後，柯瑞柏於1984年當選為愛達荷州參議員。1988年至1992年，他擔任該州參議院臨時議長。
柯瑞柏於1992年當選為國會候選人，代表愛達荷州第二國會選區進入眾議院。在眾議院任職三屆之後，在1998年，由於時任參議員德克·肯普索恩因競選愛達荷州州長而騰出美國參議院的空缺席位，他開始競選該席位。柯瑞柏以70%的選票當選，並成為第一位在參議院代表愛達荷州的耶穌基督後期聖徒教會成員。2004年，他以99%的得票率擊敗了唯一的對手，即民主黨的寫入候選人斯科特·麦克卢尔（Scott McClure）。他在2010年、2016年和2022年連任。

## 早年生活與教育
柯瑞柏於1951年5月20日出生在愛達荷州爱达荷福尔斯市。他在1966年成為鷹級童子軍。柯瑞柏於1973年以優異成績獲得楊百翰大學政治學學士學位，並於1977年以優異成績獲得哈佛大學法學院法學博士學位。

## 早期政治生涯

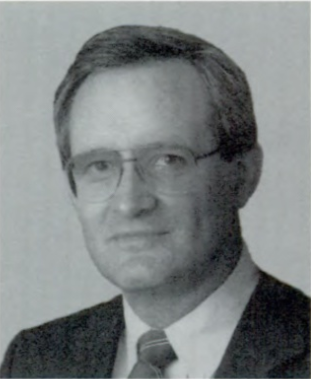
Crapo in 1993

柯瑞柏從法學院畢業後，曾擔任美國第九巡迴上訴法院法官詹姆斯·M·卡特的法律助理，爲期一年。之後，他回到愛達荷州擔任律師，加入他哥哥特里·柯瑞柏在愛達荷福斯的 Holden Kidwell Hahn & Crapo 律師事務所。1980年代，他積極參與共和黨競選州議會席位的活動。他的哥哥在愛達荷州眾議院擔任了四年多的多數黨領袖（1968年至1972年），被認為是愛達荷州政壇的新星。1982年特里因白血病去世後，麥克開始競選愛達荷州參議院的一個空缺席位。1984年，他當選為州參議員，並在該州一直任職到1992年。1988年，時任愛達荷州參議院臨時議長吉姆·里施意外失去連任機會。最終柯瑞柏被同事選為臨時議長，並於1988年至1992年間擔任此職務。
1989年1月27日，當時任州長塞西尔·安德勒斯離開該州到國會作證，副州長巴奇‧奧特為其雇主辛普劳公司出差時，克萊波擔任了12小時的愛達荷州代理州長。民主黨人安德勒斯留給克萊波一張字條，上面寫著「不要做任何我不會做的事」。... 附註： 椅子很舒服，不是嗎？」
柯瑞柏於1992年當選聯邦衆議員，代表愛達荷州第二國會選區進入美國眾議院。他從1993年起到1999年連任三屆。1998年，他當選為美國聯邦參議員。

## 美國參議員生涯

### 選舉
柯瑞柏於1998年當選為美國參議員。他接替了共和黨同僚德克·肯普索恩，肯普索恩在一個任期後卸任，並競選州長。
柯瑞柏於2004年以99.2%的選票連任，另外0.8%的選票則由民主黨人斯科特·麦克卢尔（Scott McClure）海選。
2010年，柯瑞柏以71%的得票率擊敗民主黨提名人P. Tom Sullivan和憲法黨提名人Randy Bergquist，連任第三屆。
2016年 ，柯瑞柏以66%的得票率擊敗民主黨提名人杰里·斯特吉尔（Jerry Sturgill）和憲法黨提名人雷·弗里茨 (Ray Writz)，連任第四任。2016年 10 月，在唐納德·特朗普和比利·布什 的錄音曝光後，柯瑞柏表示他不會投票給特朗普。他後來推翻了這個決定。

## 外部連結
维基共享资源上的相關多媒體資源：麥克·柯瑞柏
- 麥克·柯瑞柏（页面存档备份，存于）參議院官方網站
- 麥克·柯瑞柏參議員競選網站（页面存档备份，存于）
- 中的“麥克·柯瑞柏”
- Background and collected news at The Washington Post
- 美國國會國家人物傳記大辭典中的傳記
- 由華盛頓郵報維護的投票記錄
- 智慧投票计划中的傳記、投票紀錄及利益集團評級
- Congressional profile at GovTrack
- Congressional profile at OpenCongress
- Issue positions and quotes at On the Issues
- Financial information at OpenSecrets.org
- Staff salaries, trips and personal finance at LegiStorm.com
- 聯邦選舉委員會中的競選財務報告和數據
- Appearances on C-SPAN programs
- 網路電影資料庫上的亮相頁面
- Works by or about 麥克·柯瑞柏 in libraries (WorldCat catalog)
- Profile at Ballotpedia
- Notable Names Database上的麥克·柯瑞柏
- C-SPAN內的頁面（英文）

| 美国众议院                 | 美国众议院                                                                        | 美国众议院           |
| -------------------------- | --------------------------------------------------------------------------------- | -------------------- |
| 前任者： 理查德·H·斯託林斯 | 愛達荷州第二國會選區 眾議院議員 1993年－1999年                                    | 繼任者： 邁克·辛普森 |
| 政党职务                   |                                                                                   |                      |
| 前任者： 德克·肯普索恩     | 美國參議員愛達荷州共和黨被提名人 （第3類） 1998年、2004年、2010年、2016年、2022年 | 最新的               |
| 前任者： 理查·波爾         | 參議院共和黨首席副鞭 2013年－                                                     | 現任                 |
| 美国参议院                 |                                                                                   |                      |
| 前任者： 德克·肯普索恩     | 愛達荷州第3類參議員 1999年－ 與拉里·克雷格、吉姆·里施同時在任                     | 現任                 |
| 前任者： 理查·謝爾比       | 参议院银行、住房和城市事务委员会高阶委员 2013–2015                                | 繼任者： 謝羅德·布朗 |
| 前任者： 理查·謝爾比       | 参议院银行、住房和城市事务委员会主席 2017–2021                                    | 繼任者： 謝羅德·布朗 |
| 前任者： 榮·懷登           | 参议院财政委员会高阶委员 2021—至今                                                | 現任                 |
| 美國排位名單               |                                                                                   |                      |
| 前任者： 查克·舒默         | 美國參議員資歷 第9位                                                              | 繼任者： 湯姆·卡波   |